# 피터슨긴가락박쥐
피터슨긴가락박쥐(Miniopterus petersoni)는 긴가락박쥐과에 속하는 박쥐의 일종이다. 마다가스카르섬 남동부 지역에서 발견된다. 학명은 2008년 굿맨(Steven M. Goodman) 등이 기술했다. 피터슨긴가락박쥐는 소로르쿨라긴가락박쥐(M. sororculus)와 유사하지만, 두 종이 서로 근연종 관계는 아니며, 외부 및 두개골 특징에서 차이가 난다.